# El Producto
El Producto, spanska för "Produkten", är en EP av den australiska musikgruppen The Avalanches, utgiven 1997 på Wondergram Records. Till skillnad från uppföljaren Since I Left You är musiken på El Producto något mer hiphop-inriktad.

## Låtlista
1. Untitled – 0:27
2. Rolling High – 2:58
3. Rap Fever – 4:13
4. Rock City – 3:43
5. Under Inspection – 3:44
6. Run DNA – 3:06
7. Untitled – 1:25